# Theridion arushae
Theridion arushae är en spindelart som beskrevs av Lodovico di Caporiacco 1947. Theridion arushae ingår i släktet Theridion och familjen klotspindlar.
Artens utbredningsområde är Tanzania. Inga underarter finns listade i Catalogue of Life.